# Pancsen láma
A pancsen láma vagy másként tasi láma (tibetiül: པན་ཆེན་བླ་མ, Wylie-féle átírással pan-chen bla-ma) a gelug rendhez tartozó tibeti buddhista vallási vezető, a dalai láma után a második legmagasabb egyházi méltóság. A mindenkori pancsen láma székhelye a Sigace városban található Tasilhumpo kolostor.

## Jelentése, szerepe
A pancsen láma megnevezés hibrid kifejezés, mely a szanszkrit pandita (tudós) és a tibeti cshenpo (nagy) szavakból áll össze, és ily módon jelentése „nagy tudós láma”. Mandzsu hatásra a cím ismert még pancsen erdeni formában is, ennek jelentése „kincses nagy tudós”.
A pancsen lámát Amitábha (tibetiül Öpagme), a mahájána buddhizmus egyik legnépszerűbb buddhája megtestesülésének tartják. Akárcsak a többi jelentős tibeti vallási vezető esetében, a cím öröklődése a tulku (mongolul: kubilgán) öröklési rendszer, azaz reinkarnációs láncolat keretében történik. Az előző pancsen láma a halála után ismét testet ölt a földön, és az így megszületett személy lesz a méltóság következő viselője. Ahhoz, hogy a reinkarnáció „érvényes” legyen, a mindenkori dalai lámának is el kell ismernie. A reinkarnációs láncolatot Szubhúti indiai buddhistáig, a történelmi Sákjamuni buddha tanítványainak egyikéig vezetik vissza. Őt további három indiai követi, majd Gö Locava személyében az első tibeti reinkarnáció.
A pancsen láma fontos szerepet tölt be a dalai láma reinkarnációjának megkeresésében és kiválasztásában, illetve a felnőtté érett dalai láma felszentelésében. Ezzel párhuzamosan a dalai lámának hasonló feladata van a pancsen lámával kapcsolatban. Loszang Trinle Lundub Csöki Gyalcen, a X. pancsen láma egy hivatalos kínai tudósítás szerint így nyilatkozott erről: „a tibeti hagyomány szerint a dalai lámának és a pancsen lámának kölcsönösen el kell ismerniük egymást.” A pancsen láma a dalai lámával együtt részt vesz a tibeti-mongol buddhizmus harmadik legmagasabb egyházi méltóságának, az urgai székhelyű bogdo gegen megtestesülésének a felkutatásában is.

## Története

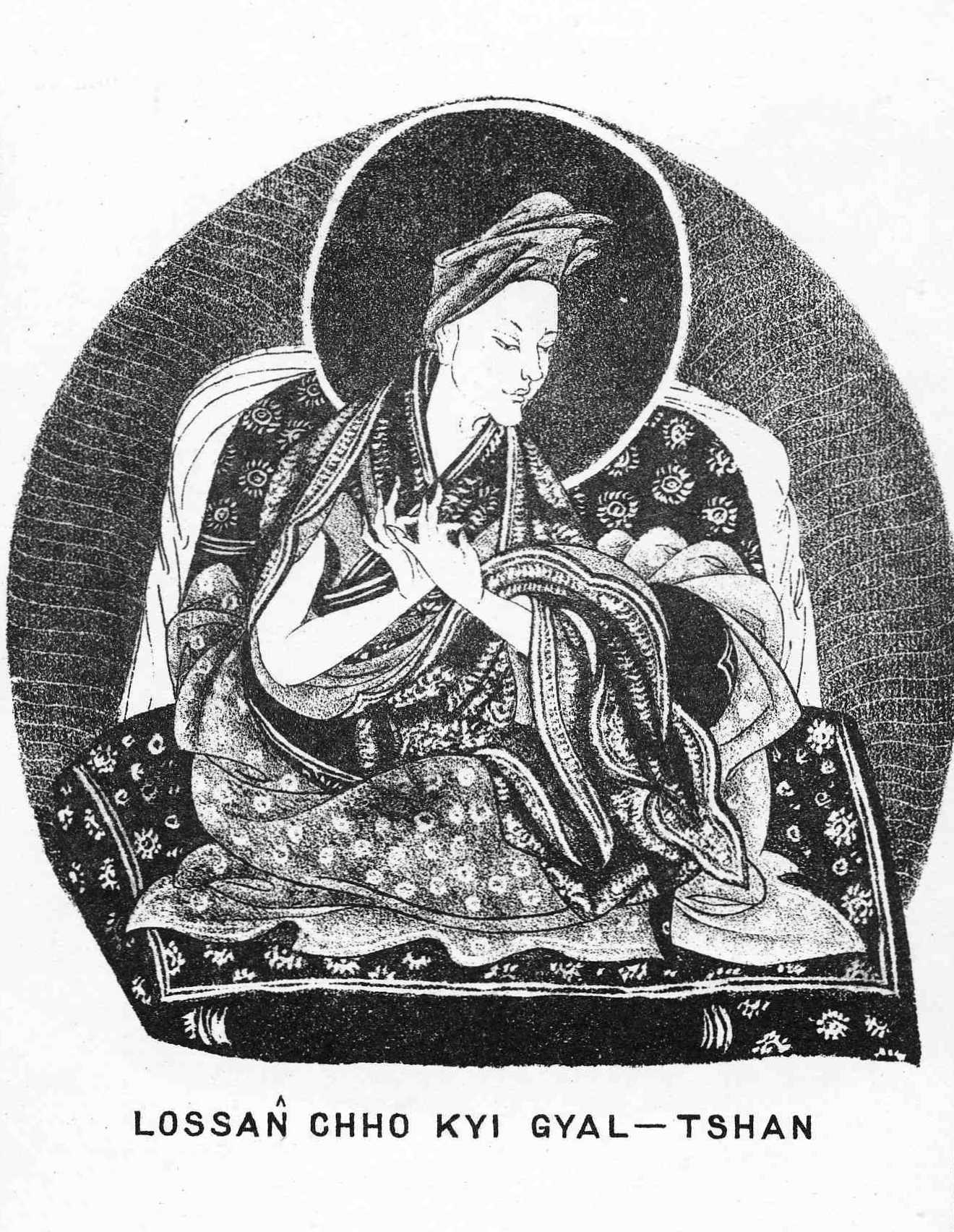
Loszang Csöki Gyalcen, a IV. pancsen láma

A pancsen láma hivatalát a tibeti teokratikus államot kiépítő 5. dalai láma hozta létre, mikor 1645-ben a pancsen láma címet adományozta mesterének, Loszang Csöki Gyalcennek (1570–1662). Loszang Csöki Gyalcen ugyanakkor sorban a negyedik pancsen láma lett, minthogy utólag még több fontos gelug rendi szerzetest iktattak be elé a reinkarnációs láncolatba, akik életük során soha nem viselték a méltóságot, de akként tekintenek rájuk. Az utólagosan elismert pancsen lámák közül az első Kedrubdzse (1385–1438), a gelug rendet megalapító Congkapa tanítványa. A Loszang Csöki Gyalcent soron követő pancsen lámák életkortól függően tanító-tanítványi viszonyban álltak a dalai lámával: a 4. pancsen láma például az V. és a VI. dalai láma mestere volt, az V. dalai láma pedig a VI. pancsen lámáé.
1713-ban a mandzsu származású Kanghszi kínai császár az eredetivel kevert mandzsu terminussal pancsen erdeninek nevezte a pancsen lámát. A 18. században a Tibet feletti mandzsu befolyás erősödésével párhuzamosan a mandzsuk megkísérelték számukra kedvező módon alakítani a tibeti vallási vezetők kiválasztásának folyamatát. Ennek fényében 1792-ben Csien-lung kínai császár a Tibet kormányzásáról kiadott dekrétumában új módszert vezetett be a reinkarnációk megtalálására. Szemben az addigi gyakorlattal, mely szerint jósok segítségével keresték meg a főlámák megtestesüléseit, a császár az urnás módszer használatát írta elő: a lehetséges jelöltek nevét egy arany urnából húzták ki.
A 9–12. dalai lámák fiatalon elhunytak, így uralmuk alatt megnövekedett a pancsen lámák hatalma és jelentősége. Különösen a VI. pancsen láma, Loszang Palden Jese (1738–1780) játszott kiemelt szerepet: tárgyalt a britekkel a kereskedelmi kapcsolat kiépítéséről, és a mandzsu császári udvarban a dalai lámának kijáró tisztelettel fogadták. Utódja, Palden Tenpe Nyima (1782–1853) 1844-ben felépíttette a pancsen lámák nyári palotáját a Tasilhunpo kolostortól nem messze; az épületet a X. pancsen láma ideje alatt bővítették ki.
A mandzsu dinasztia megdöntése után az országa függetlenségéért küzdő, erőskezű 13. dalai láma és a kínaiakkal barátibb viszonyt ápoló 9. pancsen láma között egyre feszültebbé vált a viszony, mely kiváltképp akkor éleződött ki, mikor szóba került egy önálló, modern tibeti hadsereg felállítása. 1923-ban a pancsen láma a kínai fennhatóság alatt álló belső-mongol területekre menekült, és ott-tartózkodása „folyamatos fenyegetésnek bizonyult a dalai láma kormánya számára, mivel félő volt, hogy majd erős kínai segítséggel tér vissza.” A 9. pancsen láma csak élete végén térhetett vissza Tibetbe. 1937-ben bekövetkezett halála után utódlása miatt a tibeti kormány összeütközésbe került a kínai hatóságokkal: mindegyik félnek saját jelöltje volt a pozícióra, és egyik sem volt hajlandó elismerni a másikat. A kínaiak által támogatott Loszang Trinle Lundub Csöki Gyalcent (1938–1989) eleinte a Kuomintanghoz fűzték szoros szálak, később viszont a kommunista párttal kezdett szimpatizálni, akik a pancsen láma hatalmát, szerepét és státuszát arra használták fel, hogy szembefordítsák a dalai lámával. Az 1959-es tibeti felkelés és a dalai láma Indiába történő menekülése után a kínai kormány vezető pozícióba helyezte a pancsen lámát, azonban 1962-es, az ország helyzetének javításáért benyújtott folyamodványa nemkívánatossá tette a pártban: nyilvánosan meghurcolták és bebörtönözték. Szabadulása után feladta szerzetesi esküjét és megnősült, de rehabilitációjára csak 1982-ben került sor.

### A 11. pancsen láma
1989. január 28-án a 10. pancsen láma máig tisztázatlan körülmények között hunyt el. A reinkarnáció megkeresése hamar ellentétekhez vezetett az indiai emigrációban élő dalai láma és a kínai kormány között. 1995. május 14-én a dalai láma Gedun Csöki Nyimát, egy akkor hatéves tibeti kisfiút nyilvánított a pancsen láma újjászületésének, a kínai kommunista kormány viszont ezt figyelmen kívül hagyva ismét a mandzsu fennhatóság korából származó urnás választási módszerhez folyamodott, valamint érvénytelennek nyilvánították a dalai láma határozatát. Három nappal később, május 17-én Gedun Csöki Nyima és családja is eltűnt; a kínai hatóságok nyilatkozata szerint azóta az ország más vidékén él hétköznapi emberként. Semmilyen médiához tartozó személy vagy emberjogi szervezet nem találkozhat vele.
A kínai kormány 1995. november 11-én az akkor ötesztendős, egészen addig Pekingben nevelkedett Csöki Gyalpót nyilvánították a pancsen láma tizenegyedik újjászületésének. Beiktatására december 8-án került sor a Tasilhunpo kolostorban; de sem a dalai láma, sem a tibeti emigráns kormány nem ismeri el őt a valódi reinkarnációnak.

## A pancsen lámák listája
|     | Név                                 | Élt       | Tibetiül                                                                             | Megjegyzés                                                             |
| --- | ----------------------------------- | --------- | ------------------------------------------------------------------------------------ | ---------------------------------------------------------------------- |
| 1.  | Kedrubdzse                          | 1385–1438 | མཁས་གྲུབ་རྗེ། Mkhasz grub rdzse                                                          | Utólagosan kapta a címet.                                              |
| 2.  | Szönam Csoglang                     | 1438–1505 | བསོད་ནམས་ཕྱོགས་ཀྱི་གླང་པོ། Bszod-namsz phjogsz-glang                                        | Utólagosan kapta a címet.                                              |
| 3.  | Venszapa Loszang Tondrup            | 1505–1568 | དབེན་ས་པ་བློ་བཟང་དོན་གྲུབ། Dben-sza-pa Blo-bzang Don-grub                                  | Utólagosan kapta a címet.                                              |
| 4.  | Loszang Csöki Gyalcen               | 1570–1662 | བློ་བཟང་ཆོས་ཀྱི་རྒྱལ་མཚན། Blo-bzang cshosz-kji rgyal-mchan                                  | Az első pancsen láma, aki életében viselte a címet.                    |
| 5.  | Loszang Jese                        | 1663–1737 | བློ་བཟང་ཡེ་ཤེས། Blo-bzang je-sesz                                                        |                                                                        |
| 6.  | Loszang Palden Jese                 | 1738–1780 | བློ་བཟང་དཔལ་ལྡན་ཡེ་ཤེས། Blo-bzang dpal-ldan je-sesz                                       |                                                                        |
| 7.  | Palden Tenpe Nyima                  | 1782–1853 | དཔལ་ལྡན་བསྟན་པའི་ཉི་མ། Dpal-ldan bsztan-pai nyi-ma                                       |                                                                        |
| 8.  | Tenpe Vangcsuk                      | 1855–1882 | བློ་བཟང་དཔལ་ལྡན་ཡེ་ཤེས། Blo-bzang dpal-ldan je-sesz                                       |                                                                        |
| 9.  | Tubten Csöki Nyima                  | 1883–1937 | ཐུབ་བསྟན་ཆོས་ཀྱི་ཉི་མ། Thub-bsztan cshosz-kji nyi-ma                                       |                                                                        |
| 10. | Loszang Trinle Lundub Csöki Gyalcen | 1938–1989 | བློ་བཟང་ཕྲིན་ལས་ལྷུན་གྲུབ ཆོས་ཀྱི་རྒྱལ་མཚན། Blo-bzang phrin-lasz lhun-grub cshosz-kji rgjal-mchan |                                                                        |
| 11. | Gedun Csöki Nyima                   | 1989–     | དགེ་འདུན་ཆོས་ཀྱི་ཉི་མ Dge-dun cshosz-kji nyi-ma                                            | A dalai láma és a tibeti emigráns kormány által elismert pancsen láma. |
| 11. | Csöki Gyalpo                        | 1990–     | ཆོས་ཀྱི་རྒྱལ་པོ། Cshosz-kji rgjal-po                                                       | A Kínai Népköztársaság kormánya által elismert pancsen láma.           |